# زندگی پس از مبارزه
زندگی پس از مبارزه (انگلیسی:Life After Fighting) یک فیلم رزمی استرالیایی محصول سال ۲۰۲۴ به کارگردانی، نویسندگی و بازی برن فاستر است.
این فیلم در تاریخ ۷ ژوئن ۲۰۲۴ به صورت ویدئویی منتشر شد. و بازخوردهای مثبتی از منتقدین و تماشاگران دریافت کرد.

## داستان
الکس فاکنر، قهرمان بازنشسته هنرهای رزمی جهان، وارد یک زندگی ساده شده است، زمانی که ناپدید شدن دو نفر از شاگردانش منجر به کشفی غیرقابل تصور در نزدیکی خانه می‌شود. درست زمانی که تمام امید برای یافتن بچه ها از بین می‌رود، او دختران زندانی را پیدا می‌کند و یک عملیات بین المللی قاچاق کودکان را آشکار می‌کند، که او را به جنگ زندگی‌اش با کسانی که پشت آن هستند می‌کشاند.